# Albanese maffia
De term Albanese maffia (Albanees: Mafia Shqiptare) wordt gebruikt voor criminele organisaties uit Albanië of samengesteld uit etnische Albanezen.
De Albanese maffia is vooral zichtbaar in de Verenigde Staten en de Europese Unie. In Nederland is de Albanese maffia sinds enkele jaren nadrukkelijk aanwezig. Zij treden vooral op de voorgrond in de steden Amsterdam en Rotterdam.De Albanese maffia houdt zich hoofdzakelijk bezig met drugshandel, mensensmokkel en wapensmokkel, en heeft banden met de Cosa Nostra, de Ndrangheta en de Camorra.

De Albanese georganiseerde misdaad is vandaag de dag uitgegroeid tot een referentiepunt voor alle criminele activiteiten. Alles gaat via de Albanezen. De weg naar drugs en wapens en mensen, waaronder illegale immigranten die bestemd zijn voor Europa, zijn in de Albanese handen.
— Cataldo Motta, Italiaanse politie

"De Albanese misdadigers waren speciaal vanaf het begin", zei Francesca Marcelli, een georganiseerde misdaadonderzoeker van de Italiaanse regering. "Toen ze begonnen in 1993, waren ze heel anders dan andere immigranten. Ze hebben een sterke motivatie en zijn zeer gewelddadig."
— Cataldo Motta, Italiaanse politie

"De etnisch Albanese maffia is zeer krachtig en uiterst gewelddadig," aldus Kim Kliver, hoofdonderzoeker van de georganiseerde misdaad voor de Deense nationale politie. "Als je ze vergelijkt met de Italiaanse maffia, zijn de Albanezen sterker en niet bang te doden."
— Cataldo Motta, Italiaanse politie

## Geschiedenis
De Albanese georganiseerde misdaad heeft zijn wortels in een traditioneel systeem dat onder meer gebaseerd is op fis (bloedverwantschap). Vanaf ongeveer de 15e eeuw hanteerde men de regels (Kanun) van Lekë Dukagjini. De Kanun is een verzameling van traditionele Albanese regels die zeker niet specifiek voor de maffia bedoeld is. Een van de belangrijkste regels is besa, wat wil zeggen dat men iemand op zijn erewoord mag geloven.